# Richulf
Richulf († 9. August 813 in Mainz, auch Richolf) war von 787 bis zu seinem Tod Erzbischof von Mainz. Er entstammte einer fränkischen Adelsfamilie aus der Wetterau. Zusammen mit seinem Bruder Rutekar stiftete er Besitzungen in Rödelheim an das Kloster Fulda. Der spätere Erzbischof Otgar von Mainz war wohl sein Neffe.

## Leben
Als Schüler Alkuins, Mainzer Metropolit und Hofkapellan gehörte er zu den führenden Repräsentanten des Reichsepiskopats und Hofklerus unter Karl dem Großen. Noch vor seiner Erhebung zum Erzbischof ist er als Königsbote (Missus) Karls des Großen (so zu Tassilo III. von Bayern 781) und als dessen Reisebegleiter (nach Rom 781) sowie als Begleiter des Papstes Leo III. (von Paderborn nach Rom, um 800) nachweisbar. Die Bischofsweihe erhielt er am 4. März 787 im Fritzlarer Dom, dem Ort, an dem einst sein Vorvorgänger Bonifatius gewirkt und mit dem Fällen der Donareiche sein Missionswerk begonnen hatte.
Unter Richulf und seinem Nachfolger Haistulph erfolgte die Einbeziehung des Erzbistums in die fränkische Reichskirche und der Ausbau der Kirchenprovinz Mainz. Mainz wurde wie die Bistümer Köln, Trier und Salzburg erhoben, doch kam seinem Heiligen Stuhl ein Vorrang zu. Richulf begann den Neubau der Klosterkirche von St. Alban in Mainz (geweiht 1. Dezember 805). In der Bonifatiuskapelle richtete er die Grablege der Mainzer Erzbischöfe ein. Eine besondere Auszeichnung, die seine Nähe zu Karl dem Großen dokumentiert, war es, dass 794 Königin Fastrada, die nach der Synode von Frankfurt gestorben war, in St. Alban bestattet wurde. 810 erhielt er von Papst Leo III. Reliquien des Märtyrers Caesarius von Terracina für St. Alban. Auch in dem von seinem Vorgänger Lul gegründeten Kloster Bleidenstadt errichtete er einen Neubau (geweiht 6. Juni 812) und erweiterte den Besitz und die Einkünfte der Abtei. Die Reliquien des Märtyrers Ferrutius, dessen Grabmal Richulf noch als Diakon in Kastel erneuert und mit einer Versinschrift ausgestattet hatte, waren bereits von Lul nach Bleidenstadt transferiert worden. Das von Lul gegründete Kloster Hersfeld förderte er ebenfalls. Spätestens ab 802, wahrscheinlich aber bereits ab 786 war er zudem Hersfelder Abt. Im Kloster Fulda wurde er im Auftrag Karls des Großen mehrfach tätig, zunächst auf einer Synode (Frankfurt 794 oder Aachen 800), als in Gegenwart Karls ein Eingriff Bischof Berowelfs von Würzburg in die Rechte des Klosters, eine Weihe ohne vorherige „invitatio“ (Einladung) durch Abt und Konvent, durch die das Zachariasprivileg verletzt worden war, abzuwehren war, dann um Konflikte zwischen Abt Ratgar und dem Konvent zu schlichten. Dabei wurden 809 und 812 jeweils Kirchweihen (Kloster Frauenberg (Fulda); Propstei Johannesberg) vollzogen, die symbolisch die Beendigung des Streits sinnfällig machen sollten, der aber weiter schwelte und 817 zur Absetzung Abt Ratgars durch Ludwig den Frommen führte.

## Reformer
Der zum engsten Kreis des Hofes zählende Richulf war auch ein aktiver Teilnehmer und wohl auch Förderer der Bildungsreform Karls des Großen, wie unter anderem aus Briefen Alkuins an seinen ehemaligen Schüler hervorgeht. 811 erscheint Richulf in der exklusiven Zeugenliste von Karls Testament. An der Vorbereitung der Kirchenreformsynoden des Jahres 813, die parallel in Mainz, Reims, Tours, Chalon-sur-Saône und Arles stattfanden, war Richulf beteiligt. Er leitete die Synode von Mainz am 9. Juni 813 gemeinsam mit Erzbischof Hildebold von Köln.
Am 9. August 813 starb er und wurde im Stift St. Alban vor Mainz bestattet.

## Rezeption
Von dem Karlsbiografen Notker Balbulus wurde er im Rückblick wegen eitler Ruhmes- und Prunksucht verspottet. Von seinem Selbstbewusstsein (Antistes fueram famosus nomine Riculf, / inclitus officio regis in aula fui. Ich, der durch seinen Namen berühmte Richulf, war Bischof und war durch den Dienst am Königshof ausgezeichnet.) und seiner Wertschätzung kostbarer Bauausstattung (fulgenti ...metallo; preciosis metallis) zeugen trotz der üblichen Bescheidenheitsfloskeln und der Klage über die Vergänglichkeit irdischen Ruhms die selbstverfassten Versinschriften aus St. Alban und das wohl ebenfalls selbstverfasste Epitaph, die Notkers Quelle gewesen sein mögen.
Richulf wird, wie dem Straßburger Bischof Ratho, die Verbreitung der Gallica Augustodunensis in seinem Sprengel zugeschrieben. Hinkmar von Reims warf ihm eine Verfälschung dieser Schriften vor, David Blondel entkräftete diesen Vorwurf.